# Renlandet
|  | Denne artikel er oprettet af botten Steenthbot ud fra en ekstern database. Den kan derfor have sproglige fejl eller mangler. Denne skabelon kan fjernes efter kontrol af indholdet. |

Renlandet er en dansk dokumentarfilm fra 1993 instrueret af Peter Buntzen og efter manuskript af Peter Buntzen og Manhnecke, Frode.

## Handling
En film om 3 samiske rendriftfamiliers liv med rendriften i 1991. Filmen giver indblik i både fælles problemer med erhvervet og hvilke særlige vilkår den enkelte familie har. Generationsskiftet i rendriften er ikke uden problemer, det ser vi også på ...